# Skaidijävri
Skaidijävri är en sjö i Finland. Den ligger i kommunen Enare i landskapet Lappland, i den norra delen av landet, 1 000 km norr om huvudstaden Helsingfors. Skaidijävri ligger 240 meter över havet. Den ligger vid sjön Smukkajärvi. Omgivningarna runt Skaidijävri är i huvudsak ett öppet busklandskap. Arean är 49,7 hektar och strandlinjen är 9,29 kilometer lång. Sjön  ingår i Neidenälvens huvudavrinningsområde. 